# Blommenslyst
Blommenslyst es una localidad situada en el municipio de Odense, en la región de Dinamarca Meridional (Dinamarca), con una población estimada a principios de 2018 de unos 545 habitantes.
Se encuentra ubicada en el centro de la isla de Fionia, junto a la ciudad de Odense.